# Alleucosma orientalis
Alleucosma orientalis är en skalbaggsart som beskrevs av Franz Antoine 1989. Alleucosma orientalis ingår i släktet Alleucosma och familjen Cetoniidae. Inga underarter finns listade i Catalogue of Life.